# ساي وينتورث
ساي وينتورث (بالإنجليزية: Cy Wentworth)‏ هو لاعب كرة قدم أمريكية أمريكي، ولد في 2 يناير 1904 في سالم في الولايات المتحدة، وتوفي في 19 يناير 1986.

## وصلات خارجية
- ساي وينتورث على موقع مرجع كرة القدم المحترفة.كوم (الإنجليزية)